# Synodontis
Synodontis ist eine Gattung der Fiederbartwelse (Mochokidae), einer ausschließlich in Afrika verbreiteten Welsfamilie.
Der Name Synodontis leitet sich von einem Namen für einen Fisch her, der bereits bei Plinius erstmals erwähnt wurde. Cuvier, der den Namen zunächst für eine Untergattung aufgegriffen hatte, glaubte, dass er für einen Fisch aus dem Nil im Altertum verwendet wurde. Vom Nil stammen auch die meisten der zunächst beschriebenen Arten. Die älteste bekannte davon, Synodontis clarias, ist auch die Typusart der Gattung. Sie wurde bereits 1758 von Linnaeus beschrieben.
Die Erforschung der Gattung ist noch in vollem Gange. In den letzten Jahren wurden wieder verstärkt wissenschaftlich neue Arten beschrieben, aber auch stammesgeschichtliche Untersuchungen aufgrund molekularer Untersuchungen veröffentlicht.

## Beschreibung
Die überwiegende Zahl der Synodontis-Arten hat einen mäßig gedrungenen Körper, der seitlich leicht abgeflacht ist. Die obere Profillinie ist stark ausgebogen. Rücken- und Brustflossen haben jeweils einen kräftigen, oft gezähnten Stachel. Die Fettflosse ist verhältnismäßig groß und ohne Stützstrahl. Drei Paar Barteln sind relativ weit vorn am Kopf angebracht. Die beiden Oberkieferbarteln sind die längsten; sie sind nur ausnahmsweise gefiedert, dafür aber mitunter mit einer Membran an der Basis versehen. Die des Unterkiefers sind fast immer gefiedert und deutlich kürzer als die des Oberkiefers. Bei vielen Arten sind die Männchen an einem kleinen „Stäbchen“ erkennbar, das die Geschlechtsöffnung bildet.
1990 wurde entdeckt, dass Synodontis-Arten mit Schwimmblasenmuskeln elektrische Felder zwecks Kommunikation erzeugen (Hagedorn et al.).

## Vorkommen
Synodontis-Arten sind vom Nil in Ägypten im äußersten Norden Afrikas bis Südafrika verbreitet, im Westen vom Senegal und Gambia bis zu Küstenflüssen in Tansania und Kenia. Schwerpunkte mit starker Artaufspaltung bilden sicherlich der Kongo-Fluss, aber auch der Tanganjikasee.

## Lebensweise

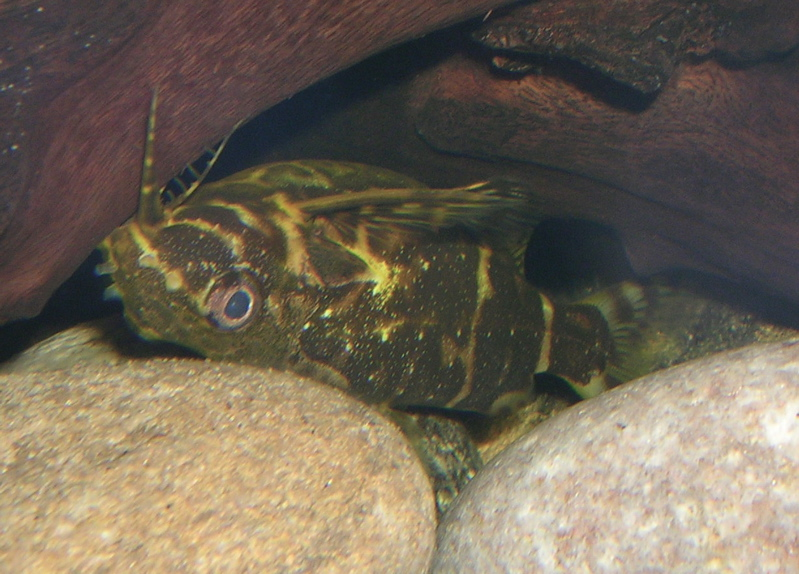
Ein Synodontis nigriventris in Rückenlage

Freilandbeobachtungen sind relativ selten, da viele Arten in Gewässern mit geringen Sichtweiten leben. Von Aquarienbeobachtungen weiß man, dass zahlreiche Synodontis-Arten tagsüber eine versteckte Lebensweise bevorzugen und erst nachts wirklich munter werden. Allerdings gewöhnen sich viele dieser Fische schnell an das Leben in Gefangenschaft und werden sogar zutraulich, d. h., sie lassen sich beim Füttern sogar am Bauch kraulen. Mehrere Synodontis-Arten nehmen gerne Futter von der Wasseroberfläche auf. Manche Arten, beispielsweise der Rückenschwimmende Kongowels, bevorzugen sogar die Rückenlage als normale Schwimmhaltung. Es ist aber auch von anderen Arten (z. B. Synodontis eupterus) bekannt, dass sie gelegentlich in Rückenlage umherschwimmen, auch wenn sie gerade nicht von der Wasseroberfläche fressen. Vermutlich leben sie in der Natur an der Uferböschung unter Wurzeln von Bäumen, die ihre Ausläufer ins Wasser ausstrecken. Sie finden dort in Rückenlage den weichen Bauch geschützt am Astwerk und von unten bewahrt sie der wehrhafte Rückenstachel und der Kopfpanzer vor Fressfeinden. Aus dem Tanganjikasee gibt es Berichte, dass der Kuckucks-Fiederbartwels in so großen Schwärmen auftreten kann, dass die Netze der Fischer so mit Fischen gefüllt sind, dass sie nicht mehr in der Lage sind, diese einzuholen, weil sie sonst Gefahr laufen, die kleinen Boote zum Kentern zu bringen.

## Fortpflanzung
Die meisten Synodontis-Arten betreiben keine Brutpflege. Von manchen Arten ist bekannt, dass sie ihre Eier und das Sperma in Höhlen und Spalten einfach ins Wasser entlassen und sich auch als Elterntiere an ihrem eigenen Laich vergreifen. Befruchtete Eier, die in Spalten fallen, entwickeln sich dort zu Larven, die alsbald frei schwimmen. Von bisher zwei Arten ist aber auch ein Brutparasitismus bekannt (Synodontis multipunctatus und Synodontis grandiops), hierbei werden die Eier der Welse laichenden maulbrütenden Buntbarschen untergeschoben.

## Nutzung

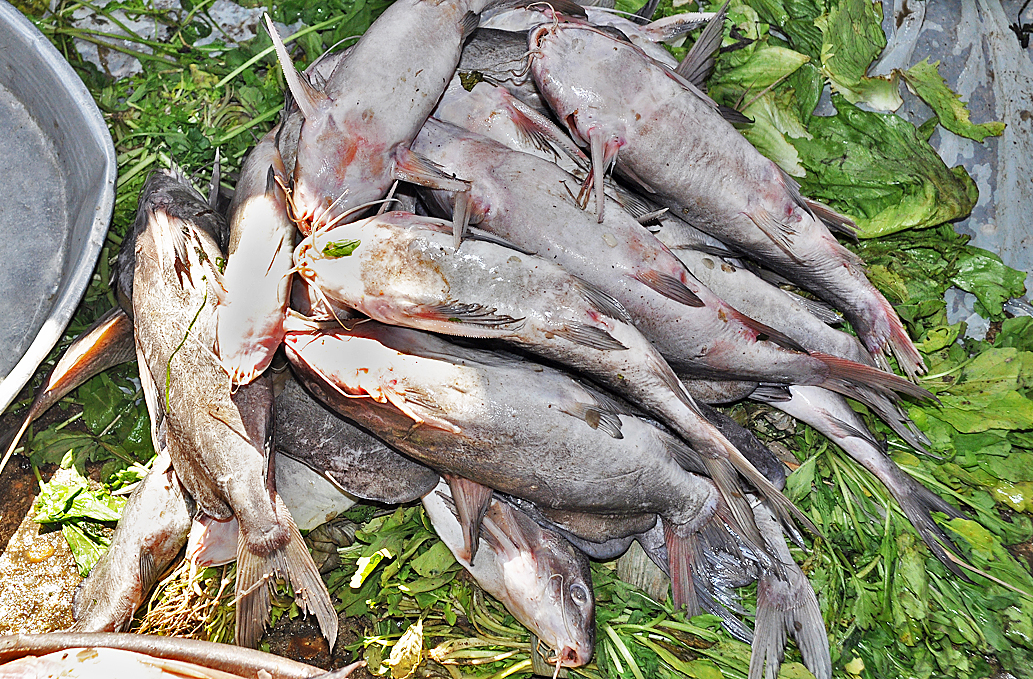
Synodontis auf dem Fischmarkt in Kairo / Ägypten

Zahlreiche Synodontis-Arten sind beliebte Aquarienfische. Die meisten, aber nicht alle Arten, sind verträgliche Bewohner, die ihresgleichen, aber auch anderen Aquarienbewohnern kein Leid zufügen. Vor allem die Arten aus dem Tanganjikasee sind begehrte Aquarienpfleglinge. Nicht vergessen werden darf aber, dass alle Synodontis-Arten nicht nur potenzielle (Jung-)Fischfresser sind (vor allem Fischlarven und Fischlaich sind in Gefahr), sondern auch durch ihre nächtliche Lebensweise eine gewisse Unruhe ins Aquarium bringen, durch die empfindliche Mitbewohner gestresst werden. Fiederbartwelse können, in menschlicher Obhut gepflegt, relativ alt werden. Belegt sind Pflegezeiten von über 30 Jahren.
Es gibt unterschiedliche Meldungen darüber, ob Synodontis-Arten als Speisefische geschätzt werden. Zwar werden sie als solche auf den Märkten in Afrika angeboten, aber bereits frühe Autoren schreiben, dass sie bei den Konsumenten nicht sonderlich beliebt sind, weil ihr Fleisch nicht gut schmeckt.

## Arten
Gegenwärtig gibt es ca. 130 bekannte Arten:

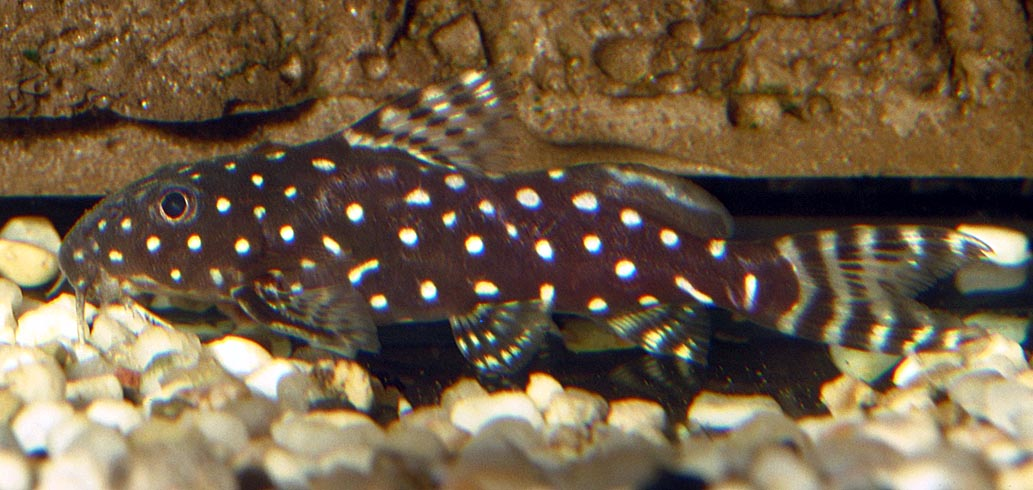
Jungfisch von Synodontis angelicus

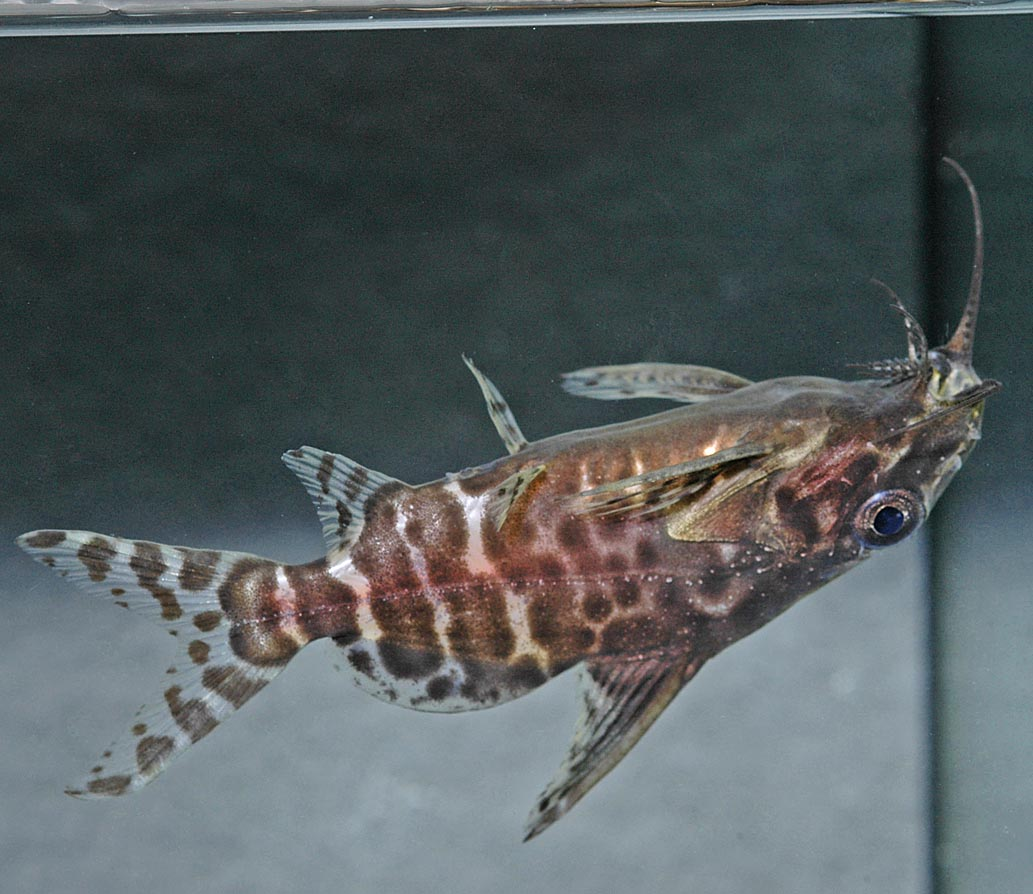
Jungfisch von Synodontis batensoda

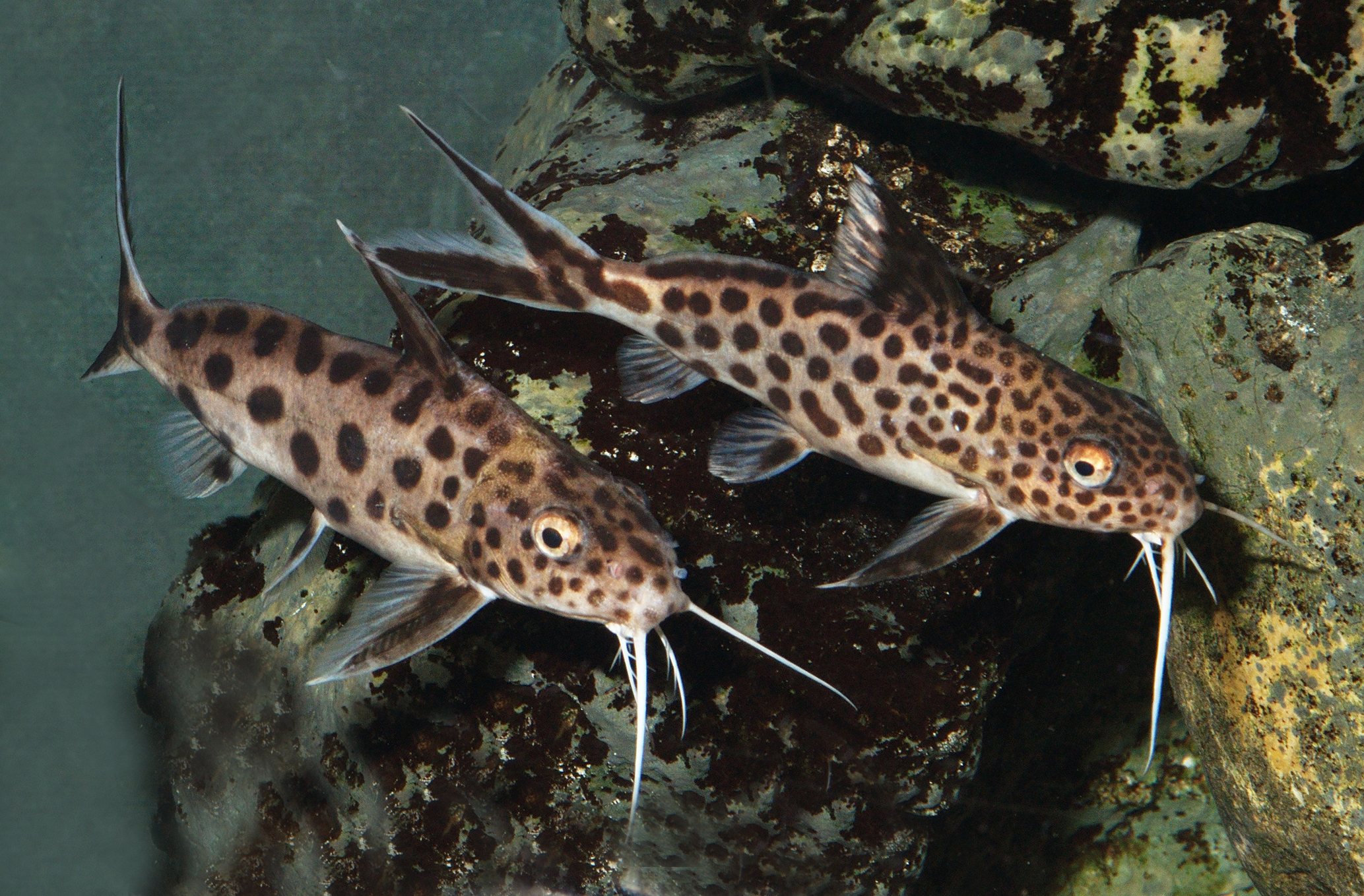
Großaugen-Kuckucks-Fiederbartwelse (Synodontis grandiops)

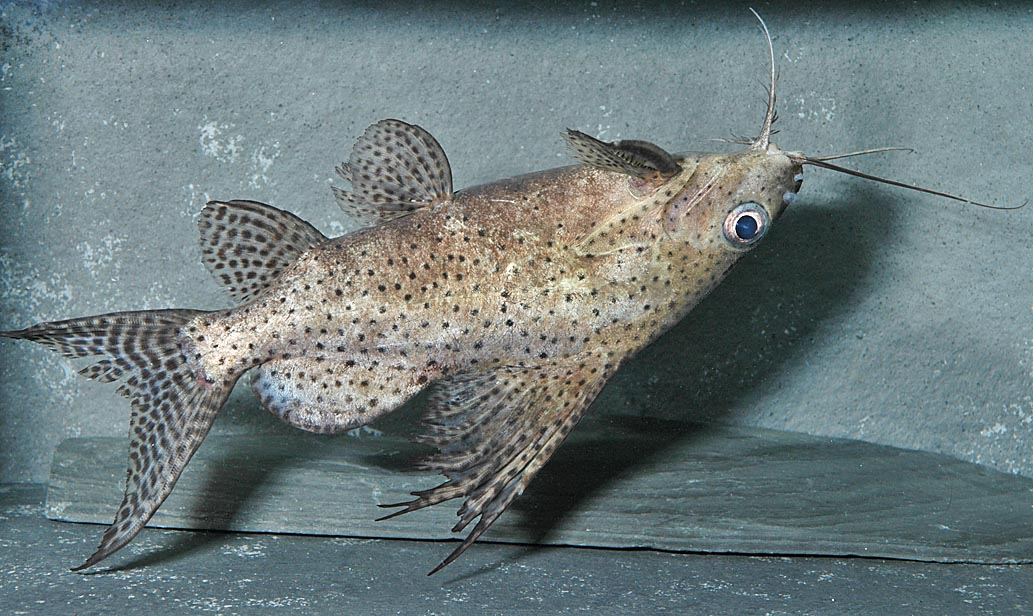
Synodontis eupterus

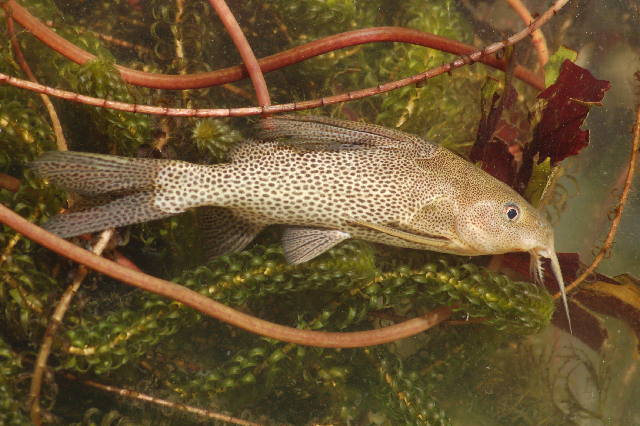
Synodontis leopardinus

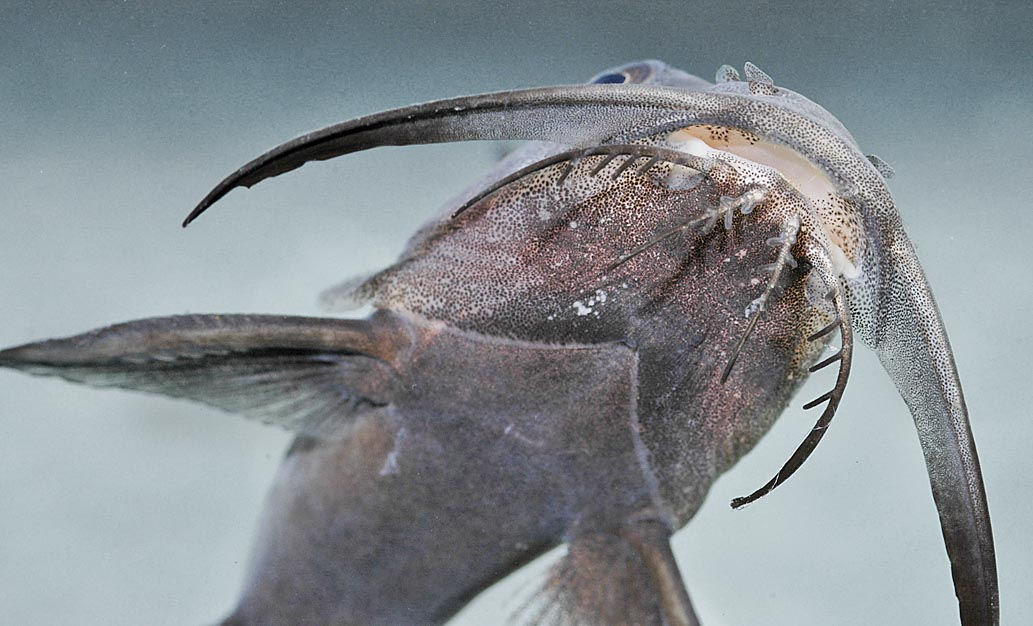
Synodontis membranaceus

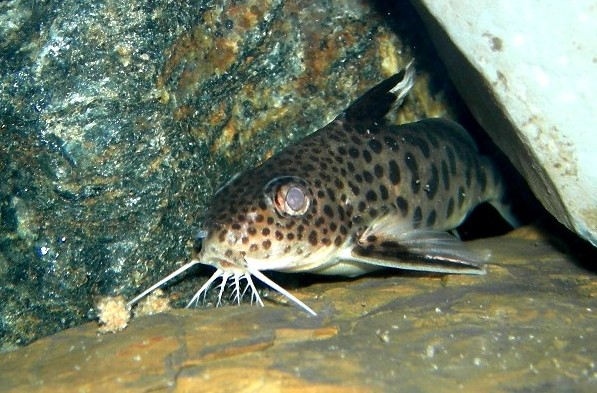
Synodontis multipunctatus

Rückenschwimmende Kongowelse (Synodontis nigriventris)

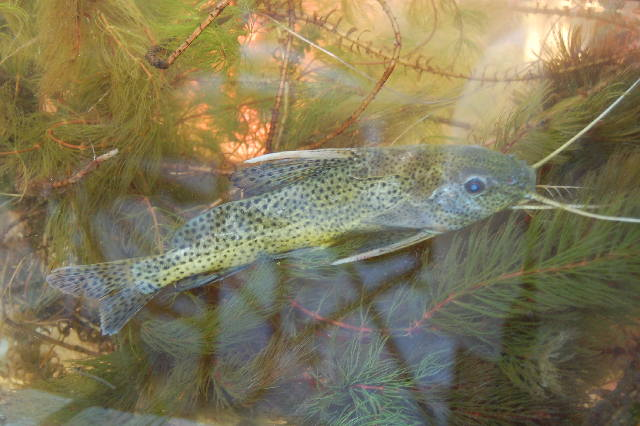
Synodontis nigromaculatus

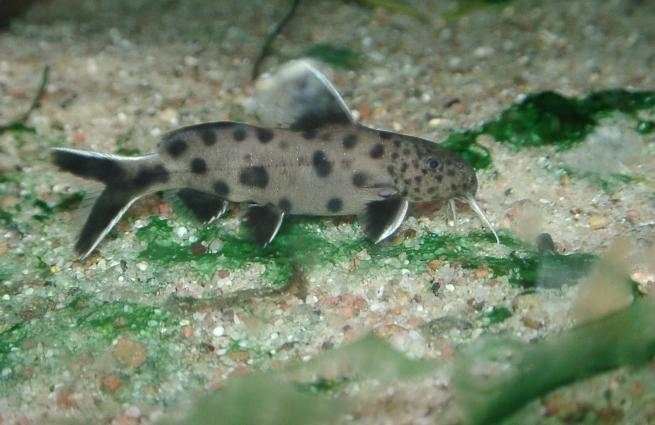
Synodontis petricola

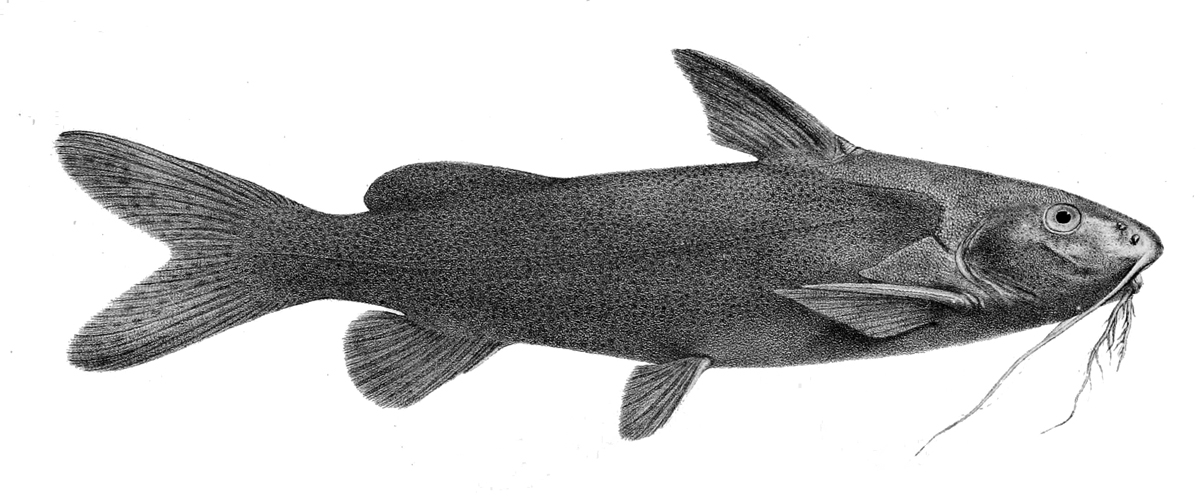
Synodontis schall

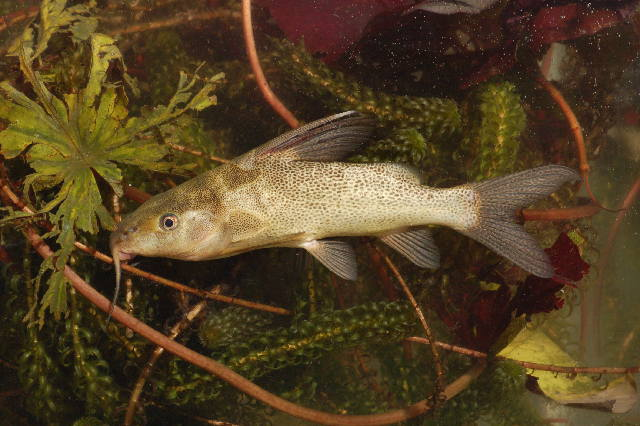
Synodontis thamalakanensis

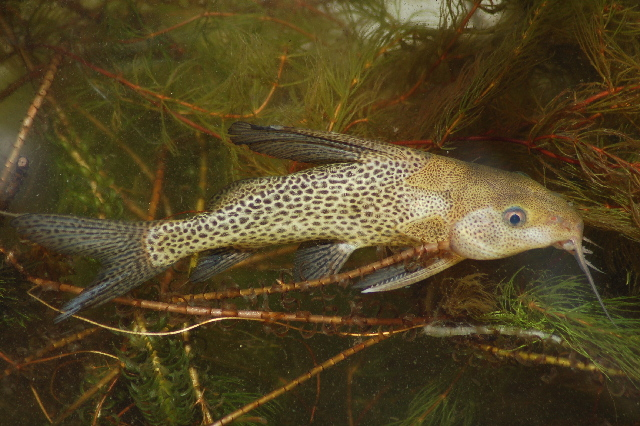
Synodontis woosnami

- Synodontis acanthomias Boulenger, 1899
- Synodontis acanthoperca Friel & Vigliotta, 2006
- Synodontis afrofischeri Hilgendorf, 1888
- Synodontis alberti Schilthuis, 1891
- Synodontis albolineatus Pellegrin, 1924
- Perlhuhnwels (Synodontis angelicus) Schilthuis, 1891
- Synodontis annectens Boulenger, 1911
- Synodontis ansorgii Boulenger, 1911
- Synodontis arnoulti Roman, 1966
- Synodontis aterrimus Poll & Roberts, 1968
- Synodontis bastiani Daget, 1948
- Synodontis batesii Boulenger, 1907
- Synodontis batensoda (Rüppell, 1832)[9]
- Synodontis brichardi Poll, 1959
- Synodontis budgetti Boulenger, 1911
- Synodontis camelopardalis Poll, 1971
- Synodontis carineae Vreven & Ibala Zamba, 2011
- Synodontis caudalis Boulenger, 1899
- Synodontis caudovittatus Boulenger, 1901
- Synodontis centralis Poll, 1971
- Synodontis clarias (Linnaeus, 1758)
- Synodontis comoensis Daget & Lévêque, 1981
- Synodontis congicus Poll, 1971
- Synodontis contractus Vinciguerra, 1928
- Synodontis courteti Pellegrin, 1906
- Synodontis cuangoanus Poll, 1971
- Synodontis dageti Poll & Roman, 1967
- Synodontis decorus Boulenger, 1899
- Synodontis dekimpei Paugy, 1987
- Synodontis denticulatus Kasongo Ilunga et al., 2019
- Synodontis depauwi Boulenger, 1899
- Synodontis dhonti Boulenger, 1917
- Synodontis dorsomaculatus Poll, 1971
- Synodontis eburneensis Daget, 1965
- Schmuckflossen-Fiederbartwels  (Synodontis eupterus Boulenger, 1901)
- Synodontis fascipinna Nichols & La Monte, 1953
- Synodontis filamentosus Boulenger, 1901
- Synodontis flavitaeniatus Boulenger, 1919
- Synodontis frontosus Vaillant, 1895
- Synodontis fuelleborni Hilgendorf & Pappenheim, 1903
- Synodontis geledensis Günther, 1896
- Synodontis gobroni Daget, 1954
- Synodontis grandiops Wright & Page, 2006
- Synodontis granulosus Boulenger, 1900
- Synodontis grenshoffi Schilthuis, 1891
- Synodontis guttatus Günther, 1865
- Synodontis haugi Pellegrin, 1906
- Synodontis hollyi Pellegrin, 1929 [species inquirenda]
- Synodontis ilebrevis Wright & Page, 2006
- Synodontis irsacae Matthes, 1959
- Synodontis ituriensis Boulenger, 1920
- Synodontis iturii Steindachner, 1911
- Synodontis katangae Poll, 1971
- Synodontis khartoumensis Gideiri, 1967
- Synodontis koensis Pellegrin, 1933
- Synodontis kongonensis Musschoot & Lalèyè, 2008
- Synodontis laessoei Norman, 1923
- Synodontis latifrons Blache, 1964
- Synodontis leopardinus Pellegrin, 1914
- Synodontis leopardus Pfeffer, 1896
- Synodontis levequei Paugy, 1987
- Synodontis longirostris Boulenger, 1902
- Synodontis longispinis Pellegrin, 1930
- Synodontis lucipinnis Wright & Page, 2006
- Synodontis lufirae Poll, 1971
- Synodontis macrophthalmus Poll, 1971
- Synodontis macrops Greenwood, 1963
- Synodontis macropunctatus Wright & Page, 2008
- Synodontis macrostigma Boulenger, 1911
- Synodontis macrostoma Skelton & White, 1990
- Synodontis maculosus Rüppell, 1829
- Synodontis manni De Vos, 2001
- Synodontis marmoratus Lönnberg, 1895
- Synodontis matthesi Poll, 1971
- Synodontis melanopterus Boulenger, 1903
- Synodontis melanostictus Boulenger, 1906
- Synodontis membranaceus (Geoffroy St. Hilaire, 1809)[9]
- Synodontis multimaculatus Boulenger, 1902
- Kuckucks-Fiederbartwels (Synodontis multipunctatus) Boulenger, 1898
- Synodontis nebulosus Peters, 1852
- Synodontis ngouniensis De Weirdt, Vreven & Fermon, 2008
- Synodontis nigrita Valenciennes, 1840
- Rückenschwimmender Kongowels (Synodontis nigriventris) David, 1936
- Synodontis nigromaculatus Boulenger, 1905
- Synodontis njassae Keilhack, 1908
- Synodontis notatus Vaillant, 1893
- Synodontis nummifer Boulenger, 1899
- Synodontis obesus Boulenger, 1898
- Synodontis ocellifer Boulenger, 1900
- Synodontis omias Günther, 1864
- Synodontis orientalis Seegers, 2008
- Synodontis ornatipinnis Boulenger, 1899
- Synodontis ornatissimus Gosse, 1982
- Synodontis ouemeensis Musschoot & Lalèyè, 2008
- Synodontis pardalis Boulenger, 1908
- Synodontis petricola Matthes, 1959
- Synodontis pleurops Boulenger, 1897
- Synodontis polli Gosse, 1982
- Synodontis polyodon Vaillant, 1895
- Synodontis polystigma Boulenger, 1915
- Synodontis pulcher Poll, 1971
- Synodontis punctifer Daget, 1965
- Synodontis punctulatus Günther, 1889
- Synodontis punu Vreven & Milondo, 2009
- Synodontis rebeli Holly, 1926
- Synodontis resupinatus Boulenger, 1904
- Synodontis ricardoae Seegers, 1996
- Synodontis robbianus Smith, 1875
- Synodontis robertsi Poll, 1974
- Synodontis ruandae Matthes, 1959
- Synodontis rufigiensis Bailey, 1968
- Synodontis rukwaensis Hilgendorf & Pappenheim, 1903
- Synodontis schall (Bloch & Schneider, 1801)
- Synodontis schoutedeni David, 1936
- Synodontis serpentis Whitehead, 1962
- Synodontis serratus Rüppell, 1829
- Synodontis smiti Boulenger, 1902
- Synodontis soloni Boulenger, 1899
- Synodontis sorex Günther, 1864
- Synodontis steindachneri Boulenger, 1913
- Synodontis tanganyicae Borodin, 1936
- Synodontis tessmanni Pappenheim, 1911
- Synodontis thamalakanensis Fowler, 1935
- Synodontis thysi Poll, 1971
- Synodontis tourei Daget, 1962
- Synodontis unicolor Boulenger, 1915
- Synodontis vaillanti Boulenger, 1897 [species inquirenda]
- Synodontis vanderwaali Skelton & White, 1990
- Synodontis velifer Norman, 1935
- Synodontis vermiculatus Daget, 1954
- Synodontis victoriae Boulenger, 1906
- Synodontis violaceus Pellegrin, 1919
- Synodontis voltae Roman, 1975
- Synodontis waterloti Daget, 1962
- Synodontis woosnami Boulenger, 1911
- Synodontis xiphias Günther, 1864
- Synodontis zambezensis Peters, 1852
- Synodontis zanzibaricus Peters, 1868